# D32
D32 là phần mềm diệt virus đầu tiên của Việt Nam cho MS DOS và Microsoft Windows.

## Tính năng chính
- Quét virus trên ổ đĩa thủ công/tự động
- Tự động bảo vệ
- Tự động diệt virus và cách ly
- Các tiện ích: Báo cáo canh phòng, Quản lý tiến trình, Kho cách ly virus, Cơ sở dữ liệu

## Ưu điểm và nhược điểm
| Ưu điểm                                                                                   | Nhược điểm |
| ----------------------------------------------------------------------------------------- | --- |
| Hoàn toàn miễn phí Giao diện ngôn ngữ thuần Việt Được thiết kế cho máy tính cấu hình thấp | Chỉ quét được file thực thi, chưa quét được file nén Cơ sở dữ liệu virus ít hơn các chương trình diệt virus khác |

## Lịch sử

### D2
Tháng 2 năm 1992, Trương Minh Nhật Quang về quản lý phòng máy của Trung tâm Đại học tại chức Cần Thơ. Khi phát hiện máy tính cơ quan nhiễm virus, ông nảy ra ý tưởng và bắt đầu nghiên cứu ngôn ngữ Assembly để viết phần mềm diệt virus. Một tháng sau, ông biên dịch thành công chương trình diệt virus Dir2/FAT và đặt tên là D2 do nghe nhầm tên. Khi biết tên virus chính xác, vì muốn giữ lại tên gọi đầu tiên, ông chỉ giải thích đơn giản: D2 là “Detect and Destroy Viruses” (Phát Hiện và Diệt Virus). Nhờ D2, ông trúng tuyển lớp đào tạo tin học sau đại học của Viện Tin học sử dụng tiếng Pháp tại Hà Nội. Đến năm 1997, ông tốt nghiệp với đề tài “Hệ chẩn đoán thông minh virus máy tính”.
Khi phát hành miễn phí cho người dùng, nhiều virus khác được ông tiếp tục bổ sung vào cơ sở dữ liệu D2.
D2 trở thành phần mềm diệt virus cho MS-DOS đầu tiên của Việt Nam.

### D32
Năm 2000, hệ điều hành Windows 2000 ra đời, chính thức loại bỏ MS-DOS ra khỏi Windows. Trương Minh Nhật Quang quyết định ngừng phát triển D2 để đầu tư cho phiên bản mới dành cho Microsoft Windows. Do được kế thừa từ D2 và chạy trên 32-bit nên phiên bản mới được đặt tên là D32 – “Diagnose and Destroy Viruses for Windows 32”.
Ngày 20 tháng 2 năm 2001, trùng ngày sinh của tác giả - D32 chính thức ra mắt, tiếp tục trở thành phần mềm diệt virus cho Windows đầu tiên của Việt Nam. Nhờ phần mềm này mà ông được phong tặng danh hiệu Hiệp sĩ Công nghệ thông tin năm 2003.
Tháng 8 năm 2004, Trương Minh Nhật Quang công bố cập nhật kỹ thuật nhận dạng virus hướng tiếp cận máy học cho D32.
Từ năm 2007 đến năm 2009, D32 không được cập nhật.
Tháng 11 năm 2009, D32 ra mắt phiên bản mới và trở thành 1 trong 16 sản phẩm lọt vào vòng chung khảo cuộc thi Nhân tài Đất Việt năm 2009. Tính năng nổi bật mà phiên bản này bổ sung gồm: tự động cập nhật trực tuyến và dự báo virus; cũng như ra mắt website www.d32av.vn. Ngoài phiên bản miễn phí cho người dùng phổ thông, còn có thêm phiên bản Hỗ trợ giáo dục. Sau hai tuần phát hành phiên bản mới, trang chủ D32 đạt 12.000 lượt truy cập với hơn 8.000 lượt tải và hơn 2.000 lượt nâng cấp. D32 tiếp tục được cải tiến nhằm tương thích tốt hơn với hệ điều hành Windows 7 và một số phần mềm khác trong khoảng một năm sau đó.
Những năm về sau, D32 dần không còn được cập nhật phiên bản mới và dừng phát triển.